# Il diavolo-diavolo di legno
Il diavolo-diavolo di legno è un racconto che appartiene alla leggende aborigene.

## Trama
La leggenda narra la storia di Djarapa, un ottimo artigiano che costruisce un uomo di legno, denominato Wulgaru, a cui manca solamente il soffio vitale e per questo motivo Djarapa recita le formule magiche più potenti e colpisce il legno anche con il boomerang. Dopo poco tempo il Wulgaru si rianima e insegue minacciosamente il suo creatore e cerca di afferrare con le mani di legno gli uccelli che incontra lungo il suo cammino. La notizia incredibile si diffonde lungo il villaggio scatenando il terrore. Wulgaru pur essendo un essere vivente, non respira e in base alla leggenda aborigena è un diavolo-diavolo capace di uccidere chiunque non rispetti le leggi tribali, ma non fa del male a chi le rispetta.